# Mercury-P
Il Mercury-P (russo: Меркурий-П) è una proposta per una sonda spaziale russa per Mercurio. Mercury-P, dove per "P" si intende la parola russa posadka ("atterraggio"). Inizialmente questa missione è stata progettata per 2019, ma a causa del fallimento della missione Fobos-Grunt, è stata notevolmente rinviata a dopo il 2031. Mercury-P dovrebbe essere il primo lander su Mercurio. 

## Possibile Scenario della Missione
Uno scenario di volo proposto per la missione comprende un flyby di Venere, l'inserimento del orbiter nell'orbita intorno Mercurio e la consegna del lander sulla sua superficie.

## Obbiettivi Scientifici
La missione spaziale Mercury-P è stata prevista per studiare la geologia e la composizione del pianeta e effettuare un'analisi chimica della superficie.